# Senta Wengraf
Senta Wengraf est une actrice autrichienne, née le 10 mai 1924 à Vienne et morte le 6 décembre 2020.

## Biographie
Elle est connue pour avoir joué le rôle de la comtesse von Bellegarde dans le film Sissi face à son destin.
En 2008, elle a reçu une médaille d'or d'honneur pour services rendus à la ville de Vienne.

## Filmographie

### Cinéma

#### Longs métrages
- 1946 : Glaube an mich de Géza von Cziffra : Gertie
- 1950 : Petite Maman de Josef von Báky : Irene Gerlach
- 1952 : Frühlingsstimmen de Hans Thimig : Grete
- 1956 : Kaiserjäger de Willi Forst : Helga von Metzler
- 1956 : Lügen haben hübsche Beine d'Erik Ode : Francis
- 1956 : Sissi impératrice d'Ernst Marischka : la comtesse von Bellegarde
- 1957 : Sissi face à son destin d'Ernst Marischka : la comtesse von Bellegarde
- 1958 : Man müßte nochmal zwanzig sein de Hans Quest : Tilly
- 1960 : Geständnis einer Sechzehnjährigen de Georg Tressler : Doris Kössler
- 1981 : Der Bockerer de Franz Antel : Erna Hofrät